# Moccas Court
 (février 2023).
Si vous disposez d'ouvrages ou d'articles de référence ou si vous connaissez des sites web de qualité traitant du thème abordé ici, merci de compléter l'article en donnant les références utiles à sa vérifiabilité et en les liant à la section « Notes et références ».
En pratique : Quelles sources sont attendues ? Comment ajouter mes sources ?
Moccas Court est une maison de campagne du XVIIIe siècle située sur un terrain en pente surplombant la rivière Wye, au nord du village de Moccas, dans le Herefordshire, en Angleterre. C'est maintenant une maison d'hôtes de luxe et un lieu de réception.

## Histoire
La maison est construite en 1775-1781 par l'architecte Anthony Keck pour George Cornewall pour remplacer le manoir existant près de l'église. Construit sur trois étages selon un plan rectangulaire, il est construit en brique avec des pansements en pierre et un toit en tuiles de pierre. Il a une façade à sept travées avec un porche de plan semi-circulaire à un étage qui est ajouté en 1792. Les terrains sont aménagés selon les plans de Capability Brown. La maison est un bâtiment classé Grade I.
La famille Cornewall occupe Moccas jusqu'en 1916 lorsque Geoffrey Cornewall, le 6e baronnet, déménage dans une maison plus petite sur le domaine, après quoi la maison est louée à long terme. Après la mort de Sir William Cornewall, le 7e baronnet en 1962, le domaine passe à la famille Chester-Master qui possède la maison jusqu'en 2014. Ils entreprennent un programme de restauration et de modernisation et proposent des chambres d'hôtes de luxe.
Fin 2014, la maison et le domaine d'environ 200 acres sont vendus, pour un prix non divulgué, à Linda Bennett, fondatrice de la marque de chaussures et de mode LK Bennett.